# Johann Samuel Friedrich von Böhmer

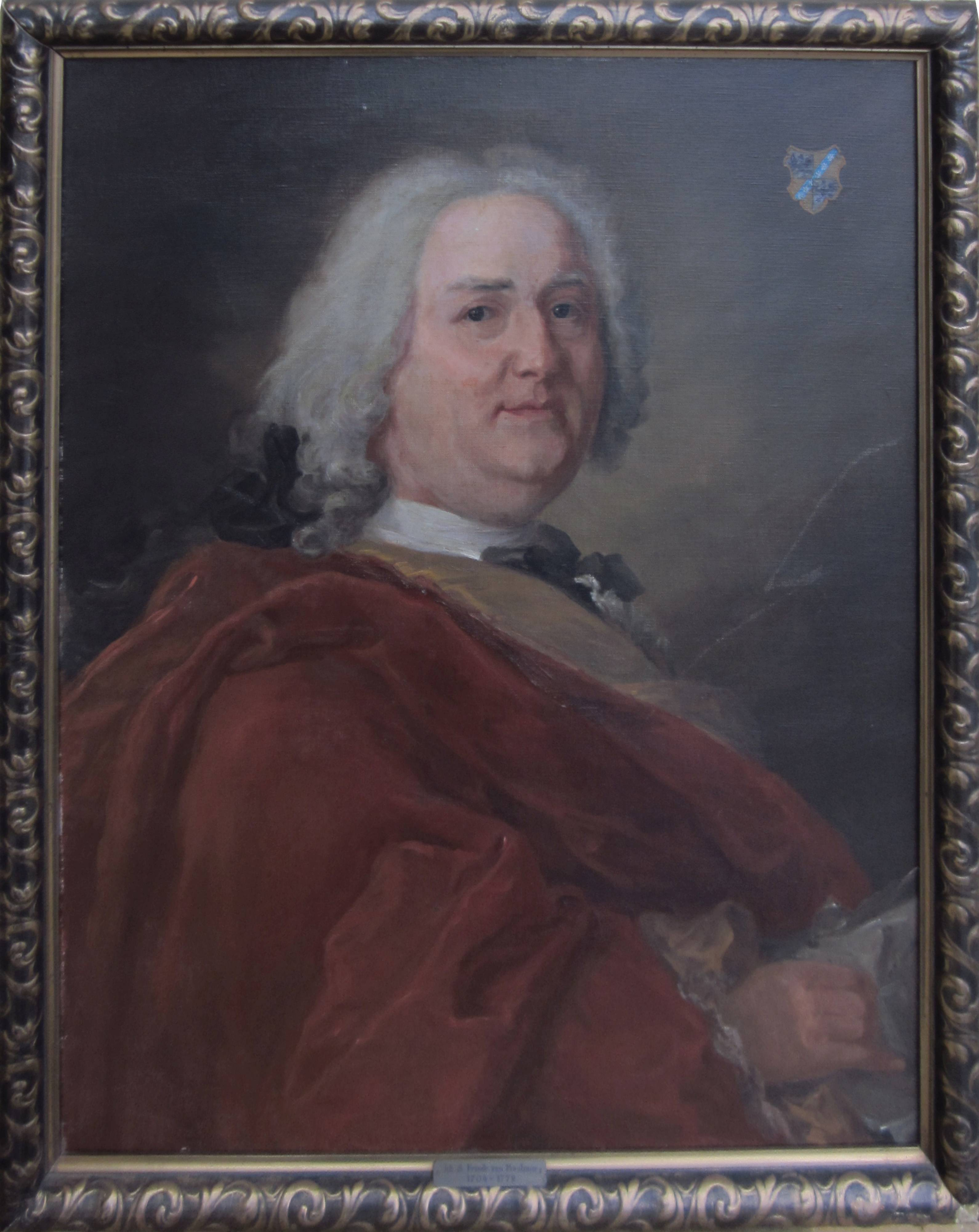
Johann Samuel Friedrich von Böhmer

Johann Samuel Friedrich Böhmer, ab 1770 von Böhmer, (* 19. Oktober 1704 in Halle (Saale); † 20. Mai 1772 in Frankfurt (Oder)) war ein Hofpfalzgraf, deutscher Rechtswissenschaftler und Hochschullehrer.

## Herkunft
Johann Samuel Friedrich Böhmer gehört zu der Juristenfamilie Böhmer/von Boehmer, die im 18. und 19. Jahrhundert zu den so genannten Hübschen Familien in Kurhannover und im frühen Königreich Hannover zählte. Er war der Sohn von Justus Henning Böhmer und Eleonore Rosine Stützing (1679–1739) und somit Bruder der Rechtswissenschaftler Georg Ludwig Böhmer und Karl August von Böhmer sowie des Mediziners Philipp Adolph Böhmer.

## Laufbahn

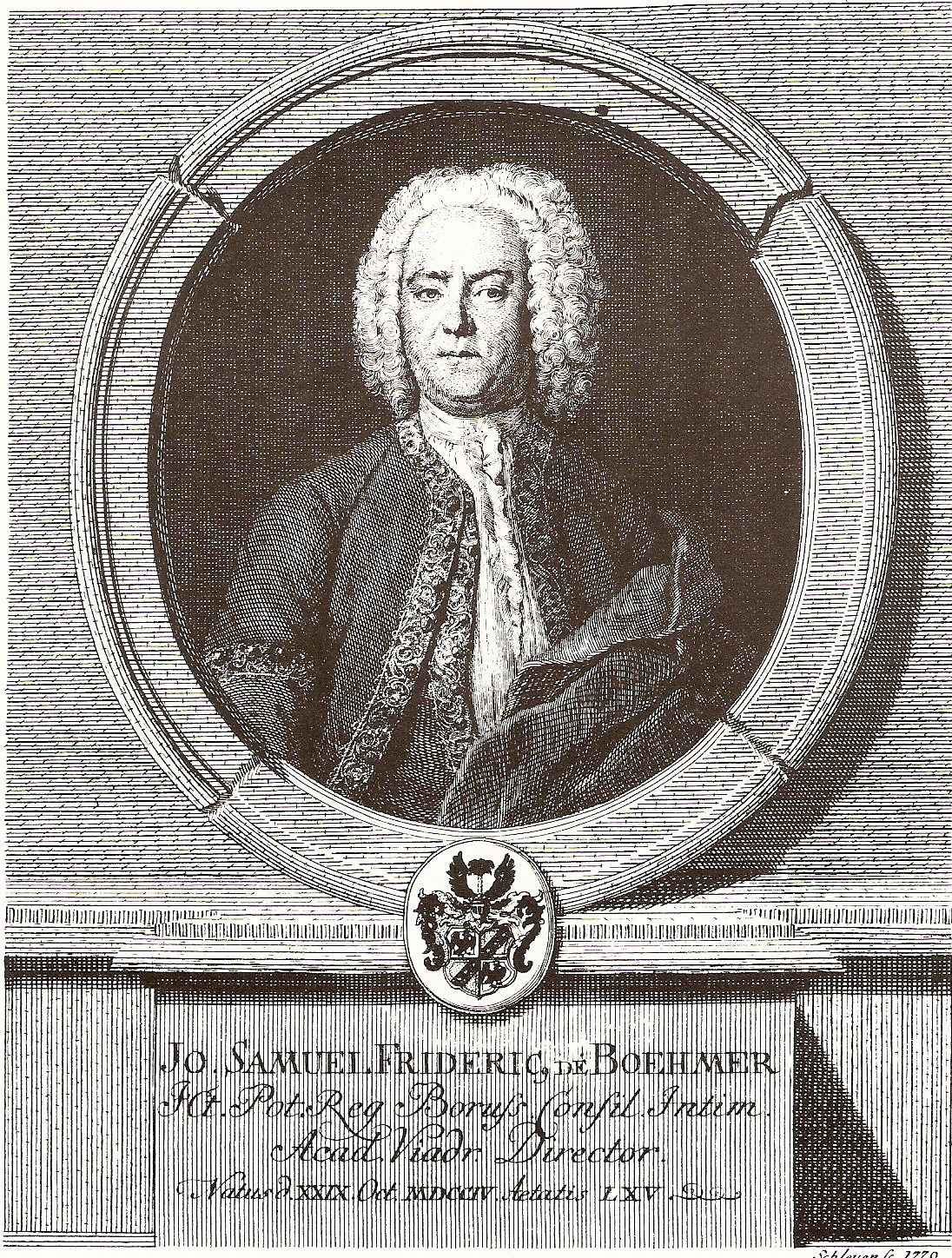
Johann Samuel Friedrich von Böhmer

Bereits 1719 immatrikulierte sich Johann Samuel Friedrich Böhmer, ebenso wie später auch sein jüngerer Bruder Georg Ludwig Böhmer, für das Jurastudium bei seinem Vater Justus Henning Böhmer an der 1694 gegründeten Universität Halle, der heutigen Martin-Luther-Universität Halle. Nachdem er im Jahre 1725 zum Doktor beider Rechte promoviert worden war, machte er die damals übliche gelehrte Reise und wurde bereits 1726 zum ordentlichen Professor der Rechte und Beisitzer der Juristenfakultät in Halle berufen. In dieser Eigenschaft verwaltete er drei Jahre lang das Dekanat. Im Jahre 1733 folgte die Ernennung zum Ordinarius des Spruchkollegiums. 1739 oder 1740 ernannte ihn Friedrich Wilhelm I., König in Preußen, zum Hofrat. 1739 verlieh ihm Günther XLIII. Fürst von Schwarzburg-Sondershausen im Auftrag von Kaiser Karl VI. die Privilegien eines Hofpfalzgrafen (Comes Palatinus minor). 1746 sollte er auf Empfehlung des Königs als Reichskammergerichtsassessor in Wetzlar eingesetzt werden, doch aus Sorge um seinen alten Vater lehnte er dieses Angebot ab und blieb zunächst in Halle. Dort nahm er sich jetzt mit seinem jüngeren Bruder Karl August von Böhmer die Zeit, die zahlreichen Gutachten und Entscheidungen seines Vaters zu sammeln und noch zu dessen Lebzeiten herauszugeben. 1749 ernannte ihn Friedrich II., König in Preußen, zum Geheimrat. Als im Mai 1749 Johann Lorenz Fleischer, Direktor der Brandenburgischen Universität Frankfurt, verstarb, sandte Justus Henning Böhmer zu Gunsten seines Sohns Johann Samuel Friedrich ein Empfehlungsschreiben an den preußischen Minister und Großkanzler Samuel von Cocceji, aber erst nach dem Tod des Vaters im August 1749 nahm der Sohn die Berufung zum Ersten Professor der Rechte und Ordinarius der juristischen Fakultät und zum Direktor der Universität an und zog Ostern 1750 nach Frankfurt (Oder). Das Direktorium war geschaffen worden, um die Aufsicht über die Professoren zu verbessern, denen die Studenten in einer schriftlichen Eingabe „Faulheit und Ungerechtigkeit“ vorgeworfen hatten. Böhmer galt offenbar als besonders durchsetzungsfähig, wurde doch sein Wechsel von Halle nach Frankfurt (Oder) von der Befürchtung König Friedrichs II. begleitet, dass Halle dadurch in „decadence“ fallen könne.

## Juristische Verdienste
Schon früh spezialisierte sich Böhmer auf dem Gebiet des Strafrechts, seiner aktuellen Auslegungstradition und möglicher Reformansätze. Durch seine drei Hauptwerke stellt er das bisherige Strafrecht auf eine neue, systematisch aufgebaute Grundlage, ohne dabei Traditionelles ganz abzulehnen. Im ersten dieser Werke, den „Elementa jurisprudentiae criminalis“, macht Böhmer sich um die Systematik des Strafrechts einschließlich der Prozessordnung verdient. Dieses Lehrbuch gilt als das erste Strafrechtslehrbuch von wissenschaftlicher Bedeutung und diente anderen Professoren weit über seinen Tod hinaus als Grundlage für ihre Vorlesungen. Sein zweites Werk, die „Observationes selectae ad Bened.Carpzovii practicam novam rerum criminalium“ (1759), schwächten den Einfluss des seit dem 17. Jahrhundert maßgeblichen Strafrechtsdogmatikers Benedikt Carpzovs des Jüngeren beträchtlich und förderte die Angleichung der bis dahin geltenden Strafrechtslehre an die Forderungen der Zeit. Dieses Werk gilt als Markstein in der deutschen Strafrechtsentwicklung. Dabei war er bestrebt, durch die Definition fester Grundsätze Willkür für die Praxis zu vermeiden. Kurz vor seinem Tode schrieb Böhmer in seinem Werk „Meditationes in Constitutionem Criminalem Carolinam“ (1770) einen umfassenden Kommentar zum damals geltenden deutschen Strafgesetzbuch, der Peinlichen Gerichtsordnung Kaiser Karls V. von 1532 („Carolina“). Noch heute gilt dieser Kommentar als die gründlichste und wissenschaftlich erschöpfendste Erläuterung dieses Gesetzes.

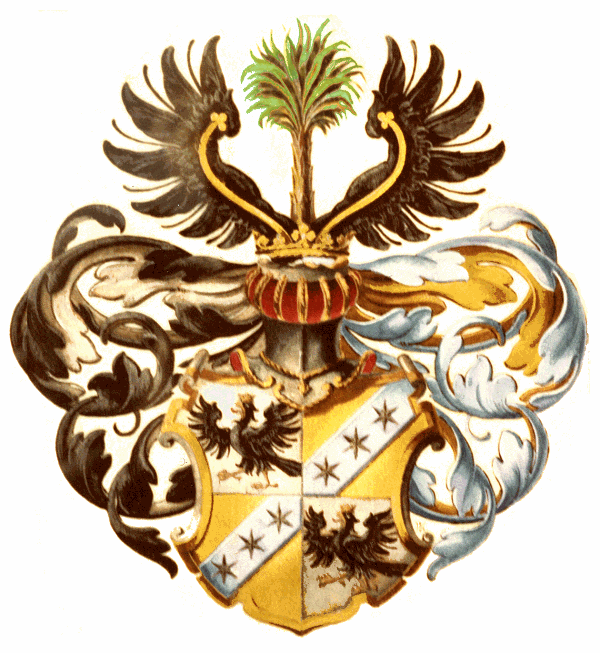
Wappen des Johann Samuel Friedrich von Böhmer

Zusätzlich machte sich Böhmer in diesem Zeitalter der Aufklärung dafür stark, dass sich das Strafrecht von der vorherrschenden „theokratischen Rechts- und Staatsauffassung, dem Territorialsystem und der Reichsunmittelbarkeit“ löst und es „vom Menschen her kommend und seinem irdischen Leben dienend“ bestimmt ist. Damit führte er fort, was bereits sein Vater bei seinen Reformenvorschlägen zum natürlichen Recht und zu einem Kollegialsystem zu verwirklichen begonnen hatte.
Für seine vielseitigen Verdienste auf dem Gebiet der Rechtswissenschaften und der Verwaltung wurde Böhmer am 8. März 1770, also zwei Jahre vor seinem Tod, vom König Friedrich II. in den preußischen erblichen Adelsstand erhoben.

## Kritik
Auch von Böhmer war ein Kind seiner Zeit. Aufkommenden aufklärerischen Forderungen nach allgemeiner Strafmilderung stand er im Wesentlichen ablehnend gegenüber, insbesondere bei qualifiziertem Diebstahl, Kindestötung und Brandstiftung. In seinem dritten Hauptwerk, der „Carolina“, beharrt er in Fällen der Schwerstkriminalität auf einer harten Vorgehensweise. Immerhin differenziert und definiert von Böhmer aber bei der Anwendung des Strafmaßes gleichzeitig durch neue Begriffe wie Vorsatz, Teilnahme, Notwehr, Rechtsirrtum sowie individuelle Argumente. Ähnlich ambivalent akzeptiert er beispielsweise, dass die damals übliche Folter als Mittel der Beweisführung für ein mit der Todesstrafe zu ahndendes Verbrechen durchaus beibehalten werden könne, stellt aber im Gegensatz dazu die Beweisführung auf Grund reiner Indizien auf eine neue Rechtsgrundlage.
Zusammenfassend äußerte Uwe Scheffler 1994 in seiner Antrittsvorlesung vor der Universität Frankfurt (Oder): Böhmer bleibe ihm trotz aller Verdienste als „konservativer  Befürworter  von  Folter und Todesstrafe“ fremd, so dass er sich für ihn „kaum als wissenschaftliches oder menschliches Vorbild“ eigne.

## Familie
Johann Samuel Friedrich von Böhmer war verheiratet mit Catharina Charlotte Stahl (1717–1784), Tochter des Hofrates und königlichen Leibarztes Georg Ernst Stahl (1659–1734) und seiner dritten Ehefrau Regina Elisabeth Wesener (1683–1730). Mit ihr hatte er zehn Kinder, darunter den Legationsrat Georg Friedrich von Böhmer (1739–1797), der durch Friedrich den Großen zum Legationssekretär am Hofe Kaiser Josephs II. in Wien ernannt wurde und Preußen beim „Immerwährenden Reichstag“ in Regensburg und an den Höfen mehrerer Fürstentümer des Heiligen Römischen Reichs Deutscher Nation vertrat, sowie den Regierungs- und Oberkonsitorialdirektor Christian Wilhelm von Böhmer (1745–1803). Böhmer ist zugleich der Stammvater des Zweiges der Familie, von dem alle derzeitigen adeligen Namensträger abstammen.

## Werke (Auswahl)
- Elementa jurisprudentiae criminalis, Halle 1733.
- Observationes selectae ad Bened. Carpzovii Practicam novam rerum criminalium Imperialem Saxonicam, Frankfurt/Oder 1759.
- Meditationes in Constitutionem Criminalem Carolinam, Magdeburg 1770.